# ザ・スーパーカー
『ザ・スーパーカー』は、テレビ朝日系列局で放送されていたテレビ朝日製作の情報番組である。製作局のテレビ朝日では、1977年7月6日から同年9月28日まで毎週水曜 19:00 - 19:30 （日本標準時）に放送。OPとEDテーマ曲は高中正義のアルバムSeychellesのTropic Birds。
ラ・カロッツェリア・イタリアーナ'77で来日した世界の巨匠・ピニンファリーナ、ベルトーネ、ザガート、ミケロッティ、ジウジアーロにインタビューしていた番組。司会は大野しげひさが、アシスタントはキャロライン洋子が、解説役は浅岡重輝が務めていた。BGMは高中正義のアルバムSeychellesのTo the Mirage Island。
| テレビ朝日 水曜19:00枠                         | テレビ朝日 水曜19:00枠                            | テレビ朝日 水曜19:00枠                             |
| 前番組                                         | 番組名                                            | 次番組                                             |
| ---------------------------------------------- | ------------------------------------------------- | -------------------------------------------------- |
| 笑え!ガンガン （1977年4月6日 - 1977年6月29日） | ザ・スーパーカー （1977年7月6日 - 1977年9月28日） | ピラミッドクイズ （1977年10月5日 - 1978年3月29日） |